# Подиум (фильм)
Подиум (фр. Podium) — кинофильм режиссёра Яна Муа, вышедший на экраны в 2003 году.

## Сюжет
Фредерик работает двойником Клода Франсуа, французской поп-сенсации 70-х. Так же, как его знаменитый предшественник, он поет и танцует в окружении четырёх сексуальных девушек. Но амбиции жаждущего славы Фредерика растут, как у настоящей звезды. До отчаяния своей жены Веро, он мечтает завоевать корону конкурса двойников, транслируемого по всей Франции в самое рейтинговое телевизионное время.

## В ролях
| Актёр             | Роль            |
| ----------------- | --------------- |
| Бенуа Пульворд    | Бернар Фредерик |
| Жан-Поль Рув      | Кускус          |
| Жюли Депардьё     | Веро            |
| Мари Гийяр        | Ванесса         |
| Надеж Боссон-Диан | Надеж           |